# 住友ゴム工業
住友ゴム工業株式会社（すみともゴムこうぎょう、英: Sumitomo Rubber Industries, Ltd.）は、タイヤ、スポーツ用品などを製造する住友グループの企業。兵庫県神戸市中央区脇浜町と東京都江東区豊洲に本社を置く。
白水会および住友グループ広報委員会に属する。JPX日経インデックス400の構成銘柄の一つ。タイヤはドイツのコンチネンタルに次いで世界第5位。欧米では1999年より2015年までグッドイヤー社と合弁事業を展開していた。

## 主力製品・事業
- DUNLOP（ダンロップ）
  - VEURO VE304 - 低燃費・静粛プレミアムコンフォートタイヤ
  - LE MANS V - 低燃費・静粛コンフォートタイヤ
  - ENASAVEシリーズ - 低燃費タイヤ
  - GRANDTREKシリーズ - SUV用タイヤ
  - SP SPORT MAXXシリーズ - 高性能輸入車向けタイヤ
  - DIREZZAシリーズ - スポーツタイヤ
  - WINTER MAXXシリーズ - スタッドレスタイヤ
  - SYNCHRO WEATHER（シンクロウェザー） - オールシーズンタイヤ

- FALKEN（ファルケン）

## 沿革
- 1909年（明治42年） - イギリスのタイヤメーカー・ダンロップの日本工場として設立。
- 1910年（明治43年） - 自転車タイヤ・チューブ、人力車タイヤ（ソリッド）の生産開始。
- 1911年（明治44年） - ゴム管、ゴム手袋、水枕の生産開始。
- 1913年（大正02年） - 法人組織化。その後ゴルフ、テニス用ボールの製造・販売を開始。自動車用タイヤの生産開始。国産第1号タイヤ誕生。
- 1930年（昭和05年） - ゴルフボールと硬式テニスボールの生産開始。
- 1935年（昭和10年） - モーターサイクルタイヤの生産開始。
- 1937年（昭和12年） - 社名を「日本ダンロップ護謨」（にっぽんダンロップゴム）と改める。
- 1944年（昭和19年） - 泉大津工場操業開始。
- 1952年（昭和27年） - 印刷用オフセットブランケットの生産開始。
- 1954年（昭和28年） -日本初のチューブレスタイヤを開発。
- 1960年（昭和35年） - 住友グループが経営に参加。
- 1961年（昭和36年） - 名古屋工場操業開始。テニスボール「ダンロップフォート」の生産開始。
- 1963年（昭和38年） - 正式に住友グループ傘下企業「住友ゴム工業」に社名変更。
- 1964年（昭和39年） - ゴルフクラブの生産開始。
- 1966年（昭和41年） - 日本初のラジアルタイヤ「SP3」の生産開始。
- 1969年（昭和44年） - 防舷材の生産開始。
- 1972年（昭和47年） - 加古川工場操業開始。
- 1974年（昭和49年） - 白河工場操業開始。
- 1976年（昭和51年） - 宮崎工場操業開始。わが国初のF-1レーシングタイヤを開発。
- 1983年（昭和58年） - イギリスのダンロップ本社の持株を引き取って全面的に経営面で独立。
- 1984年（昭和59年） - 英独仏の6工場およびタイヤ技術中央研究所を買収。
- 1985年（昭和60年） - ダンロップ・アメリカ法人に資本参加。
- 1986年（昭和61年） - 米ダンロップ買収。岡山タイヤテストコース完成。
- 1991年（平成03年）1月29日 - 名寄市に名寄タイヤテストコースを開設[3]。
- 1999年（平成11年） - グッドイヤー社（アメリカ）と欧州、北米地域および日本における包括的なアライアンス提携を結ぶ。
- 2001年（平成13年） - ファルケンブランドで知られる大阪府泉大津市のタイヤメーカー・オーツタイヤと業務提携。
- 2003年（平成15年）7月1日 - オーツタイヤ、日本ダンロップを吸収合併。さらに、スポーツ部門はSRIスポーツ、産業品事業をSRIハイブリッドに分社化。同時に、タイヤ事業の販売会社として、ダンロップタイヤ（ダンロップ市販用）・SRIタイヤトレーディング（ダンロップ・スミトモ輸出用）・ファルケンタイヤ（ファルケン市販用）・ファルケンタイヤトレーディング（ファルケン輸出用）の4社と機能会社としてSRIエンジニアリング、SRI研究開発の2社を設立。これらの企業を総称して「SRIグループ」（Sumitomo Rubber Industriesの略）とした。
- 2004年（平成16年） - SRIタイヤトレーディングがファルケンタイヤトレーディングを吸収合併。これにより、グッドイヤー以外の輸出用タイヤ販売事業を一体化。
- 2005年（平成17年）
  - 1月5日 - ダンロップタイヤがファルケンタイヤを吸収合併し、「ダンロップファルケンタイヤ」に商号変更。ダンロップとファルケンの市販用タイヤ販売部門を一体化。
  - 11月 - ダンロップブランドに統一メッセージ「ダンロップは、先に行く。」を採用。
- 2006年（平成18年）
  - 9月 - グループの名称を「住友ゴムグループ」に変更。
  - 10月13日 - 主要子会社であるSRIスポーツが東証一部に上場。
- 2009年（平成21年）
  - 3月9日 - 環境省の「エコファースト制度」に認定。
  - 10月 - 創業100周年。
- 2010年（平成22年）1月1日 - ダンロップファルケンタイヤ及びSRIハイブリッドを吸収合併。
- 2012年（平成24年）5月1日 - 子会社のSRIスポーツが「ダンロップスポーツ」に商号変更。
- 2013年（平成25年）1月 - SRIタイヤトレーディングを吸収合併。
- 2014年（平成26年）3月 - グッドイヤー社との経営面での対立から資本面での見直しを発表。
- 2015年（平成27年）10月 - グッドイヤー社とのアライアンス契約および合弁事業を解消。北米（カナダ・メキシコ含む）の非日系自動車メーカー向けと市販タイヤ及び欧州におけるダンロップ商標使用権はグッドイヤー社が引き継ぎ、その他のダンロップ商標使用権は住友ゴム工業が引き継ぐ。合弁会社のダンロップグッドイヤータイヤは住友ゴム工業が、日本グッドイヤーはグッドイヤー社が、それぞれ買い取る[4][5]。
- 2016年（平成28年）1月 - ダンロップグッドイヤータイヤを吸収合併[6]。
- 2017年（平成29年）4月 - 英国のSports Direct International plc社から、海外のDUNLOP商標権とDUNLOPブランドのスポーツ用品事業およびライセンス事業を買収[7]。
- 2018年（平成30年）1月 - ダンロップスポーツを吸収合併[8]。
- 2024年（令和06年）12月13日 - ダンロップスポーツウェルネスの全株式をナガセに譲渡、イトマンスポーツウェルネスとなる。ただしゴルフスクール事業およびテニススクール事業はダンロップスポーツマーケティングに承継し当社傘下に残留。
- 2025年（令和07年）1月 - グッドイヤーより、欧米、オセアニア地域で持つ四輪タイヤのダンロップの商標権を5億2600万ドル（日本円で826億円）で取得[9][10]。

## 主要事業所
- 本社 - 神戸市中央区脇浜町3-6-9
- 東京本社 - 東京都江東区豊洲3-3-3
- 日本国内工場
  - 白河工場 - 福島県白河市双石広久保1

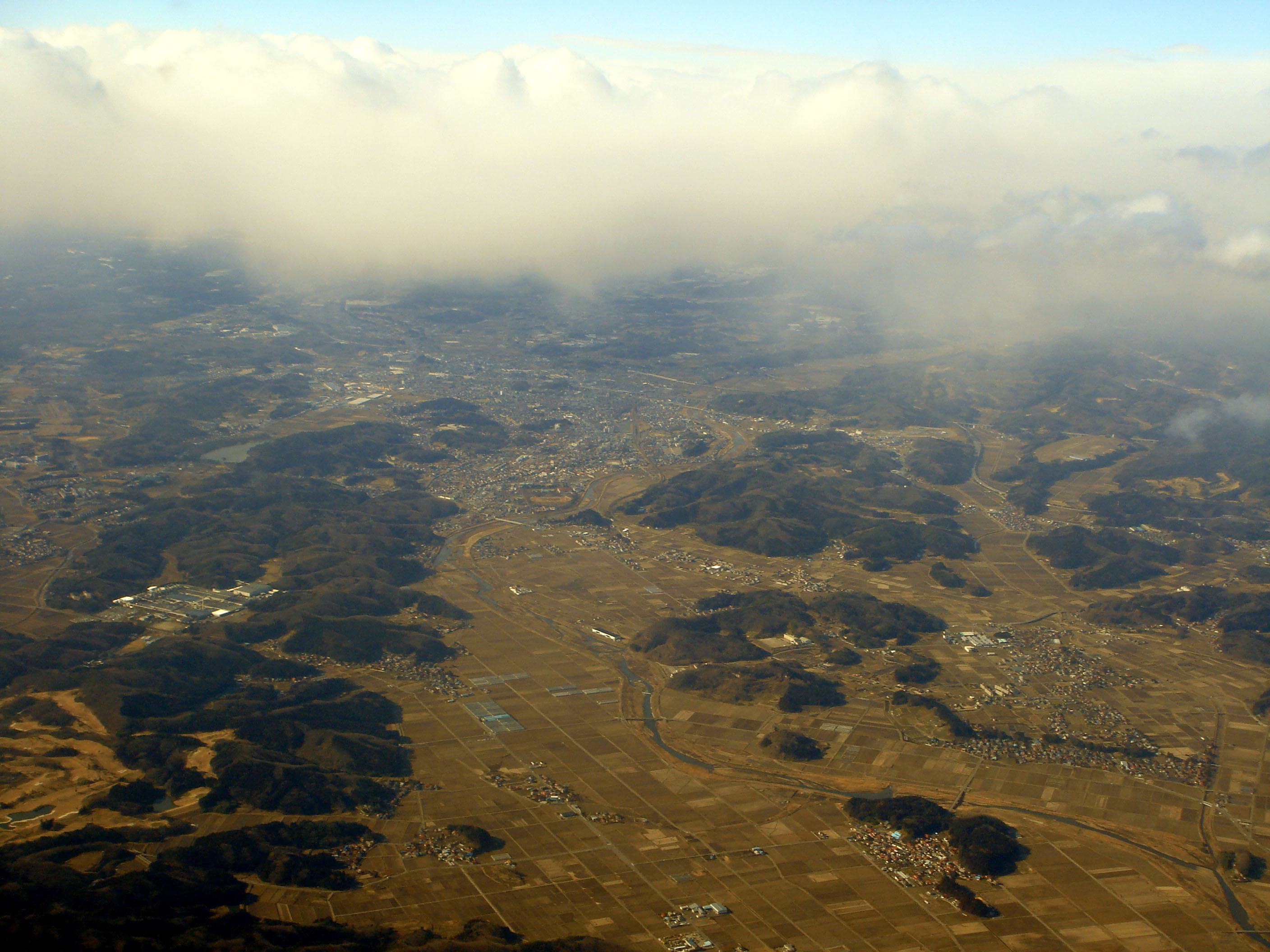
画像左　住友ゴム工業白河工場。周辺は阿武隈川上流域にあたり国道4号、東北自動車道、東北線、東北新幹線が集中する。
（2007年1月撮影）解説付き画像はこちら

  - 名古屋工場 - 愛知県豊田市新生町4-1
  - 泉大津工場 - 大阪府泉大津市河原町9-1
  - 宮崎工場 - 宮崎県都城市都北町3
  - 加古川工場 - 兵庫県加古川市野口町北野410-1
  - 市島工場 - 兵庫県丹波市市島町梶原5
- 主な日本国外工場
  - 中山住膠精密橡膠有限公司（中華人民共和国）
  - 住友橡膠（常熟）有限公司（中華人民共和国）
  - 住友橡膠（湖南）有限公司（中華人民共和国）
  - P.T.Sumi Rubber Indonesia（インドネシア）
  - Sumirubber Malaysia Sdn. Bhd.（マレーシア）
  - Sumirubber Vietnam, Ltd.（ベトナム）
  - Sumitomo Rubber （Thailand） Co., Ltd.（タイ）
  - Sumitomo Rubber do Brasil Ltda.（ブラジル）
  - Sumitomo Rubber South Africa (Pty) Limited（南アフリカ）
  - Sumitomo Rubber AKO Lastik Sanayi ve Ticaret A.S.（トルコ）
  - Goodyear Dunlop Tires North America, Ltd.（米国）
- 主な海外販売拠点
  - Sumitomo Rubber North America（米国）
  - Sumitomo Rubber Latin America Limitada（チリ）
  - Sumitomo Rubber Middle East FZE（アラブ首長国連邦）
  - Sumitomo Rubber Asia （Tire） PTE, Ltd.（シンガポール）
  - Sumitomo Rubber Australia Pty. Ltd.（オーストラリア）
  - Falken Tyre India Private Limited（インド）
  - Dunlop Tire CIS LLC（ロシア）
  - Falken Tyre Europe GmbH（ドイツ）
- テストコースなど
  - 名寄タイヤテストコース - 1991年（平成03年）1月29日に開設[3]
  - 旭川タイヤテストコース - * 1994年（平成06年）4月24日にオーツタイヤ旭川タイヤテストコースとして開設[11]。

## 主要関係会社
- 山陽自動車運送株式会社（阪神電気鉄道の関連会社でもある）

### 国内グループ企業
- ゴルフ・テニス用品（ダンロップブランド、スリクソンブランド）
- タイヤ・ゴム部門
  - 住ゴム産業
  - ダンロップホームプロダクツ

## その他
- 2020年1月から、社員のオフィス内の服装がTPOを踏まえた上で自由化。状況に応じてカジュアルシャツ、ジーンズ、スニーカーの着用、通年ノーネクタイも認められる[12]。

## 不祥事
2017年8月から2021年5月にかけ、南アフリカの子会社の工場において、顧客と事前に取り決めた本来の品質水準を下回るタイヤを生産・出荷していたほか、加古川工場でも1990年代前半から、港湾岸壁用のゴムについて、国際機関の指針と異なる方法で検査を実施したり、検査データを改竄するなどの不適切な検査が行われていたことが、2021年7月までに明らかになった。同年8月31日には、加古川工場での問題を受け、医療用ゴムと岸壁用ゴムの国際標準化機構(ISO)による国際規格の認証を取り消された。